# Leugenliteratuur
Wanneer literaire voortbrengselen overduidelijk gefantaseerd of overdreven zijn, worden zij tot de leugenliteratuur gerekend.

## Criteria
Hoewel het begrip "literatuur" niet gelijk te stellen valt aan het begrip "fictie", is toch veel literatuur fictief: verzonnen of gefantaseerd. Maar dat wil nog niet zeggen dat dat grote corpus aan literaire voortbrengselen ook in zijn geheel tot de leugenliteratuur behoort; in dat geval zou het weinig verhelderend zijn er een aparte term voor te gebruiken. Behalve dat werken van leugenliteratuur fictief moeten zijn, dienen zij nog aan twee andere criteria te voldoen:
- De verhaalde gebeurtenissen moeten onmogelijk, ongeloofwaardig, absurd of karikaturaal zijn.
Zij zijn dus niet realistisch, en kunnen de lezer of luisteraar wel meeslepen, maar hem, als hij nadenkt, niet de illusie verschaffen waar gebeurd te zijn.
- Niettemin geeft de verteller voor dat hij vast is overtuigd van de waarheid van wat hij vertelt.
Dit laatste procedé komt ook in realistische verhalen veel voor, maar dan met een heel ander doel. Dan betreft het namelijk een "onbetrouwbare verteller", en het behoort tot de spanning binnen de verhaallijn dat diens onbetrouwbaarheid wordt gecorrigeerd door hetzij andere personages, hetzij de  conclusies van de lezer.
In de leugenliteratuur daarentegen is er geen complot tégen, maar mét de verteller. De leugen wordt gedeeld.

## Genres
Verhalen of verhalenbundels kunnen tot de leugenliteratuur behoren, maar ook gedichten of liedjes: in het volksliedje 'Er was een oorlogsschip' steekt de oude vrouw een heel schip in haar mouw. Zo'n verhaal of gedicht krijgt gemakkelijk het wezen van een "grap"; niemand zal geloven dat een schip in een mouw, hoe wijd ook, past.
Ook het opzegversje Heb je wel gehoord van de hollebollewagen en het kinderliedje Ik zag twee beren broodjes smeren zijn leugenliedjes.

## Geschiedenis
Naar mag worden aangenomen, maakt de leugenliteratuur deel uit van de literatuur van alle streken en alle tijdperken die de wereld heeft gekend. Als reden hiervoor wordt wel gegeven dat de leugen van alle tijden is, maar gezien de criteria voor de leugenliteratuur verdient de voorkeur de redenering dat de menselijke fantasie en de behoefte aan fantaseren van alle tijden zijn.

### Voor-Europees
Enkele van die oudere voorbeelden zijn de Duizend-en-één-nacht, de Indonesische Kantjilverhalen, maar ook latere boekstavingen die nog sporen van vaak eeuwenoude ontleningen uit verre streken vertonen.

### Europees
De eerste Europese leugenverhalen vindt men bij de tweede-eeuwse auteur Lucianus van Samosata, kenmerkend genoeg gepresenteerd als Ware geschiedenissen. Er zouden nog talloze andere "ware geschiedenissen", de ene nog fantastischer dan de andere, het licht zien voordat Lucianus' werk in 1613 in Nederlandse vertaling verscheen als de ...scheepvaert Luciani. In het Nederlands, waarin de leugenliteratuur met name bij de Rederijkers nogal wat beoefenaren vond, komt herhaaldelijk een woord als ghen(e)uchlijck in de titel voor, waarmee wellicht de aantrekkelijkheid zowel als de fantasierijkheid van de vertellingen werd aangeduid.
Inmiddels was ook in de Duitse literatuur het leugenverhaal eeuwenlang, vanaf de middeleeuwen, een veelbeoefend genre, en hoewel later (1785) de Duitser Raspe zijn Baron von Munchausen in het Engels schreef, kunnen de verhalen van de fantastische baron, voor zover zij niet voortkomen uit een ontmoeting  tussen Raspe en de werkelijke Von Münchhausen, toch in de Duitse traditie worden gezien. In 1559 was nog een bundeling verschenen van volksverhalen in het genre.
In het Frans, waar de leugenverhalen contes-menteries heten, verscheen in 1579 een bundel bevattende, alweer ...excellents traits de vérité (uitstekende waarheidskenmerken).
In de tijd van de grote ontdekkingsreizen zal het voor de lezer niet altijd gemakkelijk zijn geweest de literatuur als leugen te onderkennen. Er was sprake van zoveel nieuwe ontdekkingen, van zoveel wonderlijke verschijnselen en ongelooflijke gebeurtenissen, dat de zogenaamde reisverslagen niet altijd als leugenliteratuur kunnen worden aangemerkt. Zo heeft in de 18e-eeuwse Engelse literatuur Daniel Defoes Robinson Crusoe een notoir hoog waarachtigheidsgehalte, terwijl wellicht Jonathan Swifts Gullivers Travels wel door alle lezers als fantasie en trouwens ook als satire is herkend. Het laatste werk kan men daarom tot de leugenliteratuur rekenen, het eerste veeleer als een vroeg voorbeeld van realistische prozafictie beschouwen.
De gebroeders Grimm publiceerden enkele leugensprookjes in Kinder- und Hausmärchen, zie De dorsvlegel uit de hemel (KHM112), Knoest en zijn drie zonen (KHM138), Het sprookje van Luilekkerland (KHM158) en Het leugensprookje uit Ditmar (KHM159). 

### Nederlands
De Rederijkers, die zich dus nogal eens met de leugenliteratuur inlieten, floreerden in de 15e en 16e eeuw. Na de Lucianusvertaling van 1613 vindt men nog leugengedichten bij Aernout van Overbeke (1678) en Salomon van Rusting (1697). Staring en De Schoolmeester volgden in de negentiende eeuw, en in 1858 herdichtte J.J.A. Goeverneur een Zwitsers origineel onder de titel Reizen en avonturen van Mijnheer Prikkebeen.

## Motieven
Enkele steeds weerkerende motieven in de leugenliteratuur zijn:
- Het wonderland
Sommige namen van zulke niet bestaande, wonderbaarlijke en vaak ongelooflijk aantrekkelijke landen zijn zelf tot motief geworden. Er ontstonden hele verhaalcorpora rond het land van Cockaygne (Engels, 13e eeuw, maar in diverse talen opnieuw opduikend), rond het Duitse Schlaraffenland van na de middeleeuwen, en rond Luilekkerland. Het motief wordt wel gezien als een satirisch gegeven: de menselijke wens om steeds meer, ja alles in de schoot geworpen te krijgen, zou worden gehekeld.
Het wonderland kan echter ook een illustratie zijn van menselijke dwaasheid, zoals van de regelzucht en hebzucht in Gullivers Travels.
- De omkering
Dit motief, ook wel "verkeerde wereld" (omgekeerde wereld) genoemd, is sterk verwant met het deposuit potentes-motief, dat, op Bijbelse gronden gebaseerd, aan het carnaval of aan 1 april-gebruiken ten grondslag ligt, of aan het fit spolians spolium-motief.
De omkering is een rolwisseling: in het verhaal maakt juist het wild jacht op de jager.
Deposuit potentes betekent letterlijk: "hij [God] heeft de machtigen ten val gebracht", en die idee ligt ten grondslag aan de grappen en omkeringen die op 1 april en met carnaval incidenteel en als uitlaatklep werden toegestaan: iemand uit de lagere standen wordt prins, de lageren mogen zich grappen veroorloven ten koste van de hogeren.
Ook het fit spolians spolium-motief is een omkering ("jagend wordt hij zelf tot prooi"), zoals wanneer de rat, op een lekker hapje azend, letterlijk in de val loopt.
- Niemand
Een personage heeft in de leugenliteratuur wel de naam Niemand, of de Latijnse versie Nemo. Als het dan ook nog een (niet erkende) heilige is, wordt dat Sint Niemand.
- De kundige gehandicapte
Ook komt, met name in de liederen, het motief voor van een stomme die een inlichting verschaft, een blinde die iemand de weg wijst, een kreupele die loopt of zwemt, of een naakte die iets in zijn zak steekt. Hier is uiteraard sprake van een grap, die erom draait dat de persoon iets doet dat op grond van de handicap nu juist onmogelijk is.